# Valkóapáti
Valkóapáti - rövidebb névalakban Apáti - (horvátul: Opatovac) magyarlakta település Horvátországban, Vukovár-Szerém megyében. Közigazgatásilag Hosszúlovász községhez tartozik.

## Fekvése
Vukovártól 16 km-re délkeletre, községközpontjától 4 km-re északra, közvetlenül a Duna partján, a 2-es főút mentén, Szata és Mohovo között fekszik.

## Története
A falu területe meglehetősen gazdag régészeti leletekben, melyek arról tanúskodnak, hogy itt már ősidők óta folyamatos emberi élet folyt. Az első leleteket, melyek a rézkorból származnak, 1911-ben találták Friedrich Königsdorf akkori szőlőjében. 1962-ben a Fruškogorska utca 6. szám alatt vaskori település és temetőjének maradványait fedezték fel. Az egyik legutóbbi feltárt lelőhely a Duna partján fekszik, ahol 2002-ben a késő rézkori vučedoli kultúra kerámialeletei kerültek elő. 2018-ban a kutatás a falutól délkeletre eső területre összpontosított, arra a platóra, melyet keletről a Čopinac, délről pedig a Bečka patakok határolnak. Ezen a területen három új régészeti lelőhelyet azonosítottak. Az elsőt a terület északi, legmagasabban fekvő részén, ahol a rézkorból, a középső bronzkorból és a korai vaskorból kerültek elő főként kerámialeletek, melyek egykori településre utalnak. A másik lelőhelyet a Bečka keleti oldalán találták. Ez a hely valószínűleg a réz, a bronz és a késő vaskorban, valamint a római korban és a középkorban is lakott volt. A harmadik helyet a Bečkától délre találták, mely kerámialeletei alapján valószínűleg a neolitikumban, a rézkorban, a bronzkorban, a késő vaskorban, valamint a római és a középkorban volt lakott.
Neve alapján Apáti a középkorban először apátsági birtok volt, de a korabeli források alapján nem világos, hogy mely apátság volt a birtokosa. A település közelében nem tudunk kolostorról, csak feltételezzük, hogy itt a közelben a 12. és 13. században kolostor állt. A monasteriológiából ismert „De Kopan Sirmio”ban a Boldogságos Szűz Mária apátsága és a település Lovász felé eső határában valóban van egy „Kopinac” nevű hely. A Kopan és a Kopinac nevek hasonlósága alapján feltételezhetjük itt egy kolostor létezését. Érdekes, hogy az 1332 és 1335 között kelt pápai tizedjegyzék nem talált plébániát itt, ami szintén akkor érthető, ha a közelben kolostor is állt. Mivel Apáti a Duna fölé épült, volt itt komp és kikötő is, amelyeket a Horvátiak birtokaként már említenek.
A középkori Apátit 1387-ben Mária királynő oklevelében említik először „Apathy cum tributo seu portu Danubii” alakban, melyben a hűtlen Horvátiaktól elvette birtokaikat és azokat híveinek, a Garaiaknak adta. 1395-ben ugyancsak „Apathy” néven találjuk a kői káptalan oklevelében. 1477–78-ban torony nélküli kőtemplommal rendelkezett, ezt valószínűleg már a Garaiak építtették. Dunai révjének évi jövedelmét ekkor 31 forintra becsülték. 1491-ben már mezővárosként említik. A Garaiak kihalása után a Ráskai és Geréb családoké volt.
A török 1526-ban szállta meg a vidéket és 1687-ig volt török uralom alatt. A törökök kiűzését követően hosszú ideig az Eltz család volt birtokosa. A 18. század elején Boszniából érkezett katolikus sokácok települtek ide be. Az első katonai felmérés térképén „Oppatovacz” néven található. Lipszky János 1808-ban Budán kiadott repertóriumában „Opatovacz” néven szerepel. Nagy Lajos 1829-ben kiadott művében „Opatovacz” néven 107 házzal, 216 katolikus, 340 ortodox és 8 ókatolikus vallású lakossal találjuk. A 19. században a német Eltz család hívására nagyszámú magyar és német lakosság vándorolt be a településre.
A településnek 1857-ben 635, 1910-ben 968 lakosa volt. A trianoni békeszerződésig Szerém vármegye Vukovári (Valkóvári) járásának része volt. Az 1910-es népszámlálás adatai szerint lakosságának 46%-a magyar, 29%-a szerb, 18%-a német, 5%-a horvát, 1%-a ruszin anyanyelvű volt. A település az első világháború után az új szerb-horvát-szlovén állam, majd később (1929-ben) Jugoszlávia része lett. 1941 és 1945 a Független Horvát Államhoz tartozott, majd a szocialista Jugoszlávia fennhatósága alá került. A második világháború végén a német lakosság nagy része elmenekült a partizánok elől. Az itt maradtakat a kommunista hatóságok kollektív háborús bűnösökké nyilvánították, minden vagyonuktól megfosztották és munkatáborba zárták. Az életben maradtakat később Németországba és Ausztriába telepítették ki. 1946-ban az ország más részeiről szállítottak ide teljesen elszegényedett szerb és horvát családokat, akik megkapták az elűzött németek házait. 1991-től a független Horvátország része. 1991-ben lakosságának 43%-a horvát, 26%-a szerb, 21%-a magyar, 5%-a jugoszláv nemzetiségű volt.
A falu lakossága különösen sokat szenvedett a délszláv háború idején. A szerb csapatok a szomszédos Lovászt követően 1991. október 14-én foglalták el a települést. Az olvasótermet börtönnek rendezték be. A templomot megszentségtelenítették és lerombolták, a lakosságot kényszermunkára kényszerítették, sokakat megkínoztak. Két apáti polgárt meggyilkoltak, egynek pedig nyoma veszett. Nyolc személyt tartottak fogva a szerb táborokban (Begejci és Stajićevo) és körülbelül 40 embert tartottak fogva a faluban. A házak közül 15 teljesen, mintegy 50 pedig részben megsemmisült. A községi önkormányzat kiadásában jelent meg 2003-ban a „Krvava istina” (Véres igazság) című könyv amely összefoglalja a horvátok és a nem szerb lakosság szenvedéseit, adatokkal az összes meghalt és eltűnt lovászi és valkóapáti polgárról.
2015 szeptemberében a sajtóhírekben többször is szerepelt, miután a magyar-szerb műszaki határzár elkészültével az Európai Unióba tartó migránsok itt lépték át tömegesen a szerb-horvát zöldhatárt Szerbia felől.

## Gazdaság
A helyi gazdaság alapja ma hagyományosan a mezőgazdaság és az állattartás.

## Népessége
| Lakosság változása | Lakosság változása | Lakosság változása | Lakosság változása | Lakosság változása | Lakosság változása | Lakosság változása | Lakosság változása | Lakosság változása | Lakosság változása | Lakosság változása | Lakosság változása | Lakosság változása | Lakosság változása | Lakosság változása | Lakosság változása |
| ------------------ | ------------------ | ------------------ | ------------------ | ------------------ | ------------------ | ------------------ | ------------------ | ------------------ | ------------------ | ------------------ | ------------------ | ------------------ | ------------------ | ------------------ | ------------------ |
| 1857               | 1869               | 1880               | 1890               | 1900               | 1910               | 1921               | 1931               | 1948               | 1953               | 1961               | 1971               | 1981               | 1991               | 2001               | 2011               |
| 635                | 819                | 837                | 921                | 959                | 968                | 987                | 961                | 681                | 797                | 760                | 640                | 562                | 550                | 412                | 345                |

- 1910-ben 968 lakosából 445 magyar (46,0%), 283 horvát (29,2%) és 179 német (18,5%) volt (Lipócpusztával együttesen)
- 1991-ben 550 lakosából 238 horvát (43,3%), 144 szerb (26,2%) és 116 magyar (21,1%) volt
- 2011-ben 345 lakosa volt.

## Nevezetességei
- A Rózsafüzér királynője tiszteletére szentelt római katolikus templomát a szerbek a délszláv háborúban lerombolták. A háború után Tengerügyi, Idegenforgalmi, Közlekedési és Fejlesztési Minisztérium, a Vukovar-Szerém megye és a Lovászi önkormányzat pénzügyi támogatásával építették újjá.
- A faluban egy Szent György tiszteletére szentelt ortodox templom[11] is található, amelyet a katolikus templom sorsa nem befolyásolt. A templom 1802-ben épült a barokk-klasszicista stílusban. Egyhajós épület félköríves apszissal és a főhomlokzat előtt emelkedő harangtoronnyal. A harangtorony alsó része boltozott előcsarnokká van kialakítva. A harangtornyot késő barokk lunettás toronysisak fedi, melyet fémlemezzel borítottak. A homlokzatokat sekély pilaszterek osztják mezőkre, amelyek között boltíves ablakok vannak. A templom belseje baldachinos boltozattal, a szentély pedig félkupolával rendelkezik. Az ikonosztázt Janko Halkozović ikonfestő készítette 1772-ben a kuveždini kolostor templomához, amelyet azután vásároltak meg és szállítottak Valkóapátiba, hogy a templom 1802-ben elkészült. A templom a hívők és vallási közösségük gondatlansága miatt ma már nagyon rossz állapotban van.

## Oktatás
A faluban a hosszúlovászi általános iskola területi iskolája működik.

## Sport
- A faluban 1936-tól 1988-ig Fruškogorac néven labdarúgóklub működött, mely a vukovári községi bajnokságban játszott, de ekkor kizárták, mert a csapat nem tudott kiállni. 1999-ben NK Opatovac néven alapították újra. A csapat jelenleg a megyei 3. ligában szerepel.
- AK Opatovac asztaliteniszklub
- ŠRK Opatovac sporthorgászklub